# Arquebisbat de Crotona-Santa Severina
L'arquebisbat de Crotona-Santa Severina (italià: arcidiocesi di Crotone-Santa Severina; llatí: Archidioecesis Crotonensis-Sanctae Severinae) és una seu de l'Església catòlica, sufragània de l'arquebisbat de Catanzaro-Squillace, que pertany a la regió eclesiàstica Calàbria. El 2013 tenia 202.600 batejats d'un total 205.500 habitants. Actualment està regida per l'arquebisbe Domenico Graziani.

## Territori
L'arxidiòcesi comprèn íntegrament la província de Crotona, a més dels municipis de Petronà, Cerva, Andali, Belcastro, Marcedusa e Botricello a la província de Catanzaro.
La seu arquebisbal és la ciutat de Crotone, on es troba la basílica catedral de Santa Maria Assunta. A Santa Severina es troba la cocatedral de Sant'Anastasia.
A l'arxidiòcesi hi ha també quatre esglésies antigues catedrals: l'església de San Michele arcangelo a Belcastro, l'església de Santa Maria Assunta a Isola Capo Rizzuto, l'església de Santi Pietro e Paolo a Strongoli i l'església de San Donato a Umbriatico. De la catedral de San Teodoro de Cerenzia encara resten algunes runes, mentre que no en queda cap de la catedral de San Leone, al territori de Scandale.
El territori s'estén sobre 1.885 km² i està dividit en 79 parròquies, agrupades en set foranies: Crotone, Santa Severina, Cerenzia, Umbriatico, Belcastro, Isola di Capo Rizzuto e Cirò-Strongoli.

## Història

### Santa Severina
El primer esment de la seu de Santa Severina es troba al Notitia Episcopatuum elaborat per l'emperador romà d'Orient Lleó VI (886-912), que data de principis del segle x (cap al 901-902). Segons Vitalien Laurent, la fundació de la seu metropolitana romana d'Orient d'Aghia Severina podria ser entre el 885 i el 886, la mateixa època en què la ciutat va ser sostreta pels romans d'Orient als àrabs.
La citada Notitia Episcopatuum atribueix a Santa Severina 4 diòcesis sufragànies: Umbriatico, Cerenzia, Gallipoli i Isola. Als segles següents també s'afegirà a la metropoli Belcastro (segle xii), Strongoli (segle xii), San Leone (segle XIV) i Cariati (segle xv), mentre Gallipoli que es veurà exclosa.
Inscripcions epigràfiques han revelat l'existència dels bisbes Stefano I (atribuïble al segle x) i Ambrogio (al voltant de l'any 1035/1036), mentre que entre els signants d'un document patriarcal de febrer de 997 es troba l'arquebisbe Basilio.
Al final del segle xi el territori va passar als normands i l'arxidiòcesi al ritu llatí. No obstant això va perdurar la presència del ritu i les tradicions gregues: fins i tot durant el pontificat del Papa Innocenci III (a principis del segle xiii) els canonges de la catedral de ritu bizantí estaven exempts de les lleis canòniques referents al celibat.
En el segle xvi va ser important per a Santa Severina l'episcopat de Giulio Antonio Sanctorius, que va ajudar a resoldre el problema dels fidels de ritu bizantí i va establir el seminari de la diòcesi de Santa Severina. En 1571, sempre sota la seva episcopat, va ser suprimida la diòcesi de San Leone i el seu territori va ser annexat a l'arxidiòcesi.
El 27 de juny de 1818, en virtut de la butlla De utiliori del Papa Pius VII, la diòcesi de Belcastro va ser suprimida i el seu territori es va unir a l'arxidiòcesi de Santa Severina. Després d'altres supressions, la província eclesiàstica incloïa només la diòcesi de Cariati.
El 6 de gener de 1952, amb la butlla Romanis Pontificibus del Papa Pius XII, es va suprimir la província eclesiàstica de Santa Severina. Aquesta, mantenint la dignitat d'arquebisbal, va esdevenir immediatament subjecta a la Santa Seu, mentre que la sufragània Cariati va quedar subjecta a la seu metropolitana de Reggio Calàbria, que restà com l'única seu metropolitana calabresa.

### Crotone
La diòcesi de Crotone va ser erigida en els temps antics. El primer bisbe conegut és Maiorico, a finals del segle v. Anteriorment coneguda com a diòcesi de Cotrone, era sufragània de l'arxidiòcesi de Reggio Calàbria. Al segle vi la diòcesi de Crotone és sementada en diverses vegades a l'espistolari del Papa Gregori el Gran. El 592 el Papa va intervenir per assegurar que Crotone elegia un nou bisbe amb l'ajut de Giovanni bisbe de Squillace.
Des del 556 Crotone era una ciutat sota la influència romana d'Orient, però la diòcesi va seguir depenent de Roma fins al 756, quan va ser sotmesa a la jurisdicció patriarcal de Constantinoble. Està documentada la participació dels bisbes de Crotone al Tercer Concili de Constantinoble (680), al Concili de Nicea II (787) i el Concili de Constantinoble IV (869).
Durant la lluita iconoclasta Crotone va convertir en un refugi providencial per als monjos van fugir de l'Est i els seus icones. Després de l'erecció de la seu arxiepiscopal de Santa Severina, el territori de la diòcesi va ser reduït a la pràctica a la d'una ciutat.
Al voltant del 1060 els normands van imposar una romanització sobtada de la diòcesi de Crotone; no obstant això, el ritu bizantí es va mantenir en ús durant dos segles més.
En 1122 el Papa Calixt II va visitar Crotone i va celebrar un sínode de bisbes de Calàbria.
El 9 de gener de 1217 el bisbe Giovanni va obtenir d'Honori III permís per celebrar em llatí o en grec.
En 1664 el bisbe Girolamo Carafa va establir el seminari de la diòcesi.
El 27 de juny de 1818 la diòcesi d'Isola va ser suprimida amb la butlla De utiliori i el seu territori es va unir amb el de la diòcesi de Crotone.

### Crotone-Santa Severina
El 21 de desembre de 1973 Giuseppe Agostino va ser nomenat Arquebisbe de Santa Severina i bisbe de Crotone, unint així in persona episcopi les dues seus.
El 4 d'abril de 1979 amb la butlla Quo aptius del Papa Joan Pau II, la diòcesi de Cariati va cedir el territori de setze municipis a la diòcesi de Crotone, que al seu torn va cedir una parròquia a l'arxidiòcesi de Santa Severina.
El 30 de setembre de 1986, amb el decret Instantibus votis de la Congregació per als Bisbes, les dues seus a Santa Severina i Crotone, ja unides in persona episcopi des del 1973, es van unir amb la fórmula d'unió plena i la nova circumscripció eclesiàstica va assumir el seu nom actual, retenint el títol d'arquebisbe que pertanyia a la seu de Santa Severina. La nova arxidiòcesi va esdevenir sufragània de l'arxidiòcesi de Reggio Calàbria-Bova.
El 30 de gener de 2001, l'arxidiòcesi es va convertir en part de la província eclesiàstica de l'arxidiòcesi de Catanzaro-Squillace amb la butlla Maiori Christifidelium del Papa Joan Pau II.

## Cronologia episcopal

### Bisbes de Crotone
- Maiorico † (citat el 494)
- Flaviano † (vers 537 - 550)
- Giordano † (citat el 551)
- Teodosio † (citat el 649)
- Pietro † (citat el 680)
- Teotimo † (citat el 787)
- Niceforo † (citat all'870)
- Filippo † (citat el 1179)
- Anonimo † (citat el 1199)
- Giovanni I † (inicis de 1217 - finals de 1223)[5]
- Mauro ? †
- Nicola da Durazzo † (2 de setembre de 1254 - finals de 1261)
- Giovanni II † (? - 1346 mort)
- Guglielmo † (17 de febrer de 1346 - 1348 mort)
- Nicola Malopera † (5 de novembre de 1348 - 1357 mort)
- Bernardo de Agrevolo, O.P. † (25 de gener de 1358 - ? mort)
- Giovanni III, O.Min. † (5 de setembre de 1365 - ? mort)
- Rinaldo † (11 d'agost de 1372 - 1402 mort)
- Antonio Spolitano † (18 d'agost de 1402 - ? mort)
- Lorenzo † (26 de març de 1410 - 1427 renuncià)
- Giordano da Lavello † (12 de setembre de 1427 - 1439 mort)
- Galeazzo Quattromani † (27 de gener de 1440 - 1444 mort)
- Crucheto, O.F.M. † (27 de gener de 1444 - 1457 mort)
- Guglielmo de Franciscis † (5 d'octubre de 1457 - 20 d'octubre de 1462 mort)
- Giovanni Antonio Campano † (20 d'octubre de 1462 - 23 de maig de 1463 nomenat bisbe de Teramo)
- Martino † (3 de febrer de 1464 - 1465 mort)
- Antonio Caffaro † (15 de desembre de 1465 - ? mort)
- Bernardo de Ruggeri † (8 de gener de 1473 - 1480 mort)
- Giovanni da Viterbo † (16 de febrer de 1481 - 25 de novembre de 1496 mort)
- Andrea della Valle † (2 de desembre de 1496 - 23 de febrer de 1508 nomenat bisbe de Mileto)
- Antonio Lucifero † (15 de març de 1508 - 1521 mort)
- Andrea della Valle † (4 de setembre de 1522 - 14 de novembre de 1524 renuncià) (per segon cop)
- Giovanni Matteo Lucifero † (14 de novembre de 1524 - 1551 mort)
- Pietro Paolo Caporella, O.F.M.Conv. † (28 de setembre de 1552 - 1556 mort)
- Francisco Aguirre † (10 de desembre de 1557 - 15 de novembre de 1564 nomenat bisbe de Tropea)
- Antonio Minturno † (13 de juliol de 1565 - 1574 mort)
- Cristóbal Berrocal † (11 d'agost de 1574 - 1578 mort)
- Marcello Maiorana, C.R. † (6 d'octubre de 1578 - 13 de novembre de 1581 nomenat bisbe d'Acerra)
- Giuseppe Faraoni † (26 de novembre de 1581 - 1588 mort)
- Mario Bolognini † (3 d'octubre de 1588 - 7 de gener de 1591 nomenat arquebisbe de Salern)
- Claudio de Curtis † (13 de novembre de 1591 - 1595 mort)
- Juan López, O.P. † (5 de juny de 1595 - 15 de novembre de 1598 nomenat bisbe de Monopoli)
- Tommaso Monti, C.R. † (17 de febrer de 1599 - 4 de desembre de 1608 mort)
- Carlo Catalani † (24 de novembre de 1610 - 1622 mort)
- Diego Cabeza de Vaca † (20 de novembre de 1623 - desembre de 1625 mort)
- Niceforo Melisseno Comneno † (29 de maig de 1628 - 5 de febrer de 1635 mort)
  - Sede vacante (1635-1638)
- Juan Pastor, O.M. † (30 d'agost de 1638 - 1664 mort)
- Girolamo Carafa, C.R. † (31 de març de 1664 - octubre de 1683 mort)
  - Sede vacante (1683-1690)
- Marco de Rama, O.S.A. † (22 de maig de 1690 - d'agost de 1709 mort)
  - Sede vacante (1709-1715)
- Michele Guardia † (4 de febrer de 1715 - d'octubre de 1718 mort)
- Anselmo de la Peña, O.S.B. † (2 d'octubre de 1719 - 27 de setembre de 1723 nomenat bisbe d'Agrigent)
- Gaetano Costa, O.F.M. † (22 de novembre de 1723 - 27 de gener de 1753 mort)
- Domenico Zicari † (23 de juliol de 1753 - 3 de gener de 1757 nomenat arquebisbe de Reggio Calàbria)
- Mariano Amato † (28 de març de 1757 - desembre de 1765 mort)
- Bartolomeo Amoroso † (2 de juny de 1766 - 19 de desembre de 1771 mort)
- Giuseppe Capocchiani † (18 d'abril de 1774 - 15 d'octubre de 1788 mort)
  - Sede vacante (1788-1792)
- Ludovico Ludovici, O.F.M. † (26 de març de 1792 - 18 de desembre de 1797 nomenat bisbe de Policastro)
- Rocco Coiro † (18 de desembre de 1797 - març de 1812 mort)
  - Sede vacante (1812-1818)
- Domenico Fendale † (25 de maig de 1818 - 6 de març de 1828 mort)
- Zaccaria Boccardo † (18 de maig de 1829 - 7 d'abril de 1833 mort)
- Leonardo Todisco Grande † (20 de gener de 1834 - 20 d'abril de 1849 nomenat bisbe d'Ascoli Satriano e Cerignola)
- Gabriele Ventriglia d'Alife † (20 d'abril de 1849 - 15 de març de 1852 nomenat bisbe de Caiazzo)
- Luigi Sodo † (18 de març de 1852 - 27 de juny de 1853 nomenat bisbe de Telese-Cerreto Sannita)
- Luigi Laterza † (27 de juny de 1853 - 11 de febrer de 1860 mort)
- Luigi Maria Lembo † (23 de març de 1860 - 24 de juny de 1883 mort)
- Giuseppe Cavaliere † (24 de juny de 1883 - agost de 1899 mort)
- Emanuele Merra † (14 de desembre de 1899 - 27 de març de 1905 nomenat bisbe de San Severo)
  - Sede vacante (1905-1909)
- Saturnino Peri † (16 de juny de 1909 - 16 de desembre de 1920 nomenat bisbe d'Esglésies)
  - Sede vacante (1920-1925)
- Carmelo Pujia † (13 de febrer de 1925 - 11 de febrer de 1927 nomenat arquebisbe de Reggio Calàbria)
- Antonio Galati † (2 de juny de 1928 - 2 de març de 1946 mort)
- Pietro Raimondi † (8 de maig de 1946 - 21 de juny de 1971 jubilat)
- Giuseppe Agostino † (21 de desembre de 1973 - 30 de setembre de 1986 nomenat arquebisbe de Crotone-Santa Severina)

### Arquebisbes de Santa Severina
- Giovanni I † (citat el 895 vers)
- Stefano I † (citat el 970 vers)
- Blattone ? † (citat el 980 vers)[6]
- Basilio † (citat el 997)
- Giovanni II † (citat el 1032)
- Ambrogio † (citat el 1036)
- Anonimo † (citat el 1076)[7]
- Stefano II † (inicis de 1089 - finals de 1096)
- Costantino † (inicis de 1099 - finals de 1115)
- Severo † (menzionato a de febrer de/de març de 1118)[8]
- Gregorio † (prima di de novembre de 1118 - finals de 1122 vers)
- Giovanni III † (citat el 1130)
- Romano † (inicis de 1132 - finals de 1143)
- Andrea † (segona meitat del segle xii)
- Meleto † (citat el 1183)
  - Giovanni IV † (autunno 1197 - febrer de 1198 deposat) (bisbe intrús)
- Bartolomeo I † (1198 - 1205 mort)
- Dionisio † (de setembre de 1205 - finals de 1229 mort)
- Bartolomeo II † (inicis de 1234 - vers 1254 mort)
- Nicola da San Germano † (9 de novembre de 1254 - finals de 1258)
- Giovanni di Caramanita † (inicis de març de 1263 – finals de juny de 1264)
- Angelo † (? - 1268 mort)
- Ugo di Nissun † (20 de juny de 1268 - 11 d'agost de 1171 mort)
- Bernardo ? † (vers 1272-1273)[9]
- Ruggero di Stefanuzia (o di Nerenta) † (1 de juny de 1273 - 15 d'agost de 1295 nomenat arquebisbe de Cosenza)
- Lucifero di Stefanuzia † (23 de desembre de 1296 - vers 1319 mort)[10]
- Giovanni di Policastro † (31 de maig de 1320 - ? mort)
- Pietro † (23 de maig de 1340 - 1348 mort)
- Guglielmo † (3 d'octubre de 1348 - ? mort)
- Amico † (3 d'agost de 1377 - ? mort)
  - Giovanni da Eboli, O.F.M. † (21 de febrer de 1388 - ? mort) (il·legítim)
- Gregorio †
- Matteo † (? - 1399 mort)
- Gerardo † (27 de setembre de 1399 - 1400 mort)
- Giacomo † (7 d'octubre de 1400 - 1410 mort)
- Angelo II † (19 de desembre de 1412 - 1429 mort)
- Antonio de Podio † (23 de desembre de 1429 - 1453 mort)
- Simone Biondo, O.P. † (17 de setembre de 1453 - ?)
- Pietro Orseoli † (22 de febrer de 1483 - 1483 mort)
- Enrico de lo Moyo, O.Cist. † (6 de juny de 1483 - 1488 mort)
- Alessandro della Marra † (9 de juny de 1488 - 1509 mort)
- Giovanni Matteo Sartori † (28 de març de 1509 - 15 de novembre de 1531 nomenat bisbe de Volterra)
  - Giovanni Salviati † (15 de novembre de 1531 - 14 de juny de 1535 renuncià) (administrador apostòlic)
- Giulio Sartori † (14 de juny de 1535 - 1554 renuncià)
- Giovanni Battista Orsini † (27 d'agost de 1554 - 15 de febrer de 1566 mort)
- Giulio Antonio Santorio † (6 de març de 1566 - 9 de gener de 1573 renuncià)
- Francesco Antonio Santorio † (9 de gener de 1573 - 28 de juliol de 1586 nomenat arquebisbe de Acerenza)
- Alfonso Pisano † (11 d'agost de 1586 - 31 d'octubre de 1623 mort)
- Fausto Caffarelli † (29 de gener de 1624 - 17 de novembre de 1651 mort)
- Giovanni Antonio Paravicini † (23 de març de 1654 - 17 de novembre de 1659 mort)
- Francesco Falabella † (5 d'abril de 1660 - juny de 1670 mort)
- Giuseppe Palermo † (1 de setembre de 1670 - novembre de 1673 mort)
- Muzio Soriano † (19 de febrer de 1674 - 26 d'agost de 1679 mort)
- Carlo Berlingeri † (27 de novembre de 1679 - 5 de gener de 1719 mort)
- Nicola Pisanelli, C.R. † (29 de març de 1719 - desembre de 1731 mort)
- Luigi d'Alessandro † (7 de maig de 1732 - 15 de juliol de 1743 nomenat bisbe d'Alessano)
- Nicolò Carmine Falcone † (15 de juliol de 1743 - 1 de març de 1759 mort)
- Giovanni Battista Pignatelli † (28 de maig de 1759 - 24 de gener de 1763 nomenat bisbe d'Anglona)
- Antonio Ganini † (24 de gener de 1763 - 15 de gener de 1795 mort)
- Pietro Fedele Grisolia † (18 de desembre de 1797 - 9 de gener de 1809 mort)
  - Sede vacante (1809-1818)
- Salvatore Maria Pignattaro, O.P. † (25 de maig de 1818 - 24 de novembre de 1823 nomenat arquebisbe, a títol personal, d'Isernia)
- Lodovico de Gallo, O.F.M.Cap. † (12 de juliol de 1824 - 3 d'abril de 1848 mort)
- Annibale-Raffaele Montalcini, C.SS.R. † (11 de desembre de 1848 - 23 de novembre de 1861 mort)
  - Sede vacante (1861-1872)
- Alessandro de Risio, C.SS.R. † (6 de maig de 1872 - 30 de novembre de 1896 renuncià)
- Nicola Piccirilli † (30 de novembre de 1896 - 14 de novembre de 1904 nomenat arquebisbe de Conza i Campagna)
- Carmelo Pujia † (30 d'octubre de 1905 - 11 de febrer de 1927 nomenat arquebisbe de Reggio Calàbria)
- Antonio Galati † (1 de juliol de 1927 - 2 de març de 1946 mort)
  - Sede vacante (1946-1952)
- Giovanni Francesco Dadone † (28 de març de 1952 - 17 de setembre de 1963 nomenat arquebisbe, a títol personal, de Fossano)
- Michele Federici † (27 d'octubre de 1963 - 21 de desembre de 1973 nomenat arquebisbe, a títol personal, de Veroli-Frosinone e Ferentino)
- Giuseppe Agostino † (21 de desembre de 1973 - 30 de setembre de 1986 nomenat arquebisbe de Crotone-Santa Severina)

### Arquebisbes de Crotone-Santa Severina
- Giuseppe Agostino † (30 de setembre de 1986 - 30 de setembre de 1998 nomenat arquebisbe de Cosenza-Bisignano)
- Andrea Mugione (21 de novembre de 1998 - 3 de maig de 2006 nomenat arquebisbe de Benevent)
- Domenico Graziani, des del 21 de novembre de 2006

## Estadístiques
A finals del 2013, la diòcesi tenia 202.600 batejats sobre una població de 205.500 persones, equivalent 98,6% del total.
| any  | població | població | població | sacerdots | sacerdots       | sacerdots       | sacerdots             | diaques | religiosos | religiosos | parroquies |
| ---- | -------- | -------- | -------- | --------- | --------------- | --------------- | --------------------- | ------- | ---------- | ---------- | ---------- |
| any  | batejats | total    | %        | total     | clergat secular | clergat regular | batejats por sacerdot | diaques | homes      | dones      |            |
| 1950 | 40.000   | 40.000   | 100,0    | 23        | 21              | 2               | 1.739                 |         | 2          | 48         | 9          |
| 1970 | 61.000   | 61.800   | 98,7     | 37        | 23              | 14              | 1.648                 | 1       | 15         | 59         | 15         |
| 1980 | 125.569  | 126.838  | 99,0     | 66        | 42              | 24              | 1.902                 | 2       | 26         | 94         | 41         |
| 1990 | 187.000  | 188.900  | 99,0     | 104       | 76              | 28              | 1.798                 | 5       | 29         | 177        | 76         |
| 1999 | 202.755  | 203.855  | 99,5     | 114       | 85              | 29              | 1.778                 | 18      | 32         | 162        | 81         |
| 2000 | 202.630  | 203.730  | 99,5     | 117       | 89              | 28              | 1.731                 | 18      | 31         | 160        | 81         |
| 2001 | 202.550  | 203.550  | 99,5     | 118       | 89              | 29              | 1.716                 | 20      | 32         | 156        | 81         |
| 2002 | 202.500  | 203.550  | 99,5     | 111       | 83              | 28              | 1.824                 | 18      | 30         | 153        | 81         |
| 2003 | 201.250  | 202.350  | 99,5     | 110       | 89              | 21              | 1.829                 | 19      | 24         | 118        | 80         |
| 2004 | 201.185  | 202.270  | 99,5     | 115       | 94              | 21              | 1.749                 | 19      | 23         | 118        | 80         |
| 2006 | 199.700  | 200.900  | 99,4     | 116       | 95              | 21              | 1.721                 | 16      | 23         | 143        | 81         |
| 2013 | 202.600  | 205.500  | 98,6     | 110       | 94              | 16              | 1.841                 | 23      | 17         | 125        | 79         |

### Per Crotone
- Francesco Lanzoni, Le diocesi d'Italia dalle origini al principio del secolo VII (an. 604), vol. I, Faenza 1927, p. 342 (italià)
- Niccola Falcone, Biblioteca storica topografica delle Calabrie, Napoli 1846, p. 129 (italià)
- Pius Bonifacius Gams, Series episcoporum Ecclesiae Catholicae, Leipzig 1931, pp. 879–880(llatí)
- Konrad Eubel, Hierarchia Catholica Medii Aevi, vol. 1 Arxivat 2019-07-09 a Wayback Machine., p. 218; vol. 2 Arxivat 2018-10-04 a Wayback Machine., pp. 138–139; vol. 3 Arxivat 2019-03-21 a Wayback Machine., p. 180; vol. 4 Arxivat 2018-10-04 a Wayback Machine., p. 166; vol. 5, p. 174; vol. 6, p. 185(llatí)

### Per Santa Severina
- La diocesi di Santa Severina su Catholic Hierarchy
- Francesco Russo, La metropolia di Santa Severina[Enllaç no actiu], in Archivio storico per la Calabria e la Lucania, XVI (1947), pp. 1–20(anglès)
- Aquest article incorpora fragments d'una publicació que està en domini públic:  «article name needed». A: Charles Herbermann. Catholic Encyclopedia.  Nova York: Robert Appleton, 1913.
- Vitalien Laurent, A propos de la métropole de Santa Severina en Calabre. Quelques remarques, in Revue des études byzantines, Année 1964, Volume 22, Numéro 22, pp. 176–183(francès)
- Francesco Le Pera, Alcune note sulla cronotassi degli Arcivescovi di Santa Severina, in Quaderni Siberenensi: prima parte, de febrer de 2000 Arxivat 2015-04-02 a Wayback Machine., pp. 27–38; seconda parte, de juny de 2001 Arxivat 2015-04-02 a Wayback Machine., pp. 9–26; terza parte, d'octubre de 2002 Arxivat 2015-04-02 a Wayback Machine., pp. 12–52
- Norbert Kamp, Kirche und Monarchie im staufischen Königreich Sizilien, vol 2, Prosopographische Grundlegung: Bistümer und Bischöfe des Königreichs 1194 - 1266; Apulien und Kalabrien, Monaco 1975, pp. 882–892(alemany)
- Pius Bonifacius Gams, Series episcoporum Ecclesiae Catholicae, Leipzig 1931, p. 922 (llatí)
- Konrad Eubel, Hierarchia Catholica Medii Aevi, vol. 1 Arxivat 2019-07-09 a Wayback Machine., pp. 448–449; vol. 2 Arxivat 2018-10-04 a Wayback Machine., p. 236; vol. 3 Arxivat 2019-03-21 a Wayback Machine., p. 298; vol. 4 Arxivat 2018-10-04 a Wayback Machine., p. 314; vol. 5, p. 355; vol. 6, p. 378 (llatí)
- Butlla Romanis Pontificibus, AAS 44 (1952), pp. 516–518(llatí)